# Луї Андерсон
Луї Перрі Андерсон (англ. Louie Perry Anderson; нар. 24 березня 1953, Сент-Пол, США — 21 січня 2022, Лас-Вегас) — американський комік, актор та ведучий ігрових шоу. Відомий за мультсеріалом «Життя з Луї», в основу якого лягли його спогади про власне дитинство.

## Біографія
Народився десятою дитиною в одинадцятидітній родині. Дитинство пройшло в Медісоні, штат Вісконсин . У 1985 році одружився зі своєю шкільною подругою, проте їхній шлюб тривав лише 4 тижні.
Наприкінці 1985 року, разом з Бронксом Пінчотом зфільмувався у пілотному епізоді телесеріалу «Ідеальні незнайомці» для телеканалу ABC, проте Андерсон не сподобався режисеру, і його замінили на Марка Лінн-Бейкера.
У 1995 році створив та випустив мультсеріал «Життя з Луї» для телеканалу Fox Kids. Шоу три роки підряд було хітом на телеканалі і виграло 2 премії «Еммі».
Автор декількох книг, зокрема «До побачення, Джамбо... Привіт, жорстокий світе» — книжки для людей, які борються з проблемами самооцінки.

## Хвороба та смерть
18 січня 2022 року агент Андерсона повідомив що коміка госпіталізовано у клініку в Лас-Вегасі з діагнозом дифузною В-клітиною лімфомою. Через три дні, 21 січня, Луї Андерсон помер від ускладнень раку крові у віці 68 років.
Похований на цвинтарі Acacia Park в Мендота-Гайтс, Міннесота.

## Фільмографія
- 1986 — Ремінгтон Стіл — Бінг Перрет
- 1986 — Брокер — Тайні
- 1986 — Ідеальні незнайомці — Лу
- 1987 — Час спроб — Стю
- 1988 — Скаути — у ролі самого себе
- 1988 — Поїздка до Америки — Моріс
- 1992 — Діти Бібі — охоронець
- 1994 — Грейс у вогні — доктор Енді
- 1996 — Надія є — хлопець на побаченні
- 1996 — Життя з Луї — ряд персонажів
- 1997 — Надія Чикаго — Луї Лікман
- 2000 — Еллі Макбі — терапевт
- 2001 — Детектив Неш Бріджерс — Річард Рейндольз
- 2001 — Клініка — у ролі самого себе
- 2001 — V.I.P. — безхатько
- 2005 — Джої — у ролі самого себе
- 2016 — Баскетс — Крістін Баскетс
- 2017 — Сінді Векслер — свідок на суді
- 2021 — Поїздка до Америки 2 — Моріс